# Anne-Sophie Pagnier
Anne-Sophie Pagnier est une joueuse française de basket-ball née le 2 mars 1987 à Maubeuge jouant au poste d'arrière.

## Biographie
En 2009, elle est présélectionnée en équipe de France, mais non retenue dans la sélection finale pour l'Euro. 
Après une saison en Nationale 1 avec Wasquehal, elle signa à l'été 2014 pour le club de Ligue 2 de Dunkerque.
Anne-Sophie Pagnier (1,80 m, 1987) devrait également amener son expérience du côté d'Arras. Cette arrière de formation jouait à Dunkerque cette année. Avec le club nordiste, l'ancienne joueuse des Flammes Carolo a tourné à 9,3 points et 2 pases décisives de moyenne pour 5,2 d'évaluation.
Après deux saisons à Dunkerque-Malo en Ligue 2 (9,3 points et 2,0 passes décisives en 2015-2016), elle signe pour Arras relégué en Ligue 2 2016-2017.

## Clubs
- 1999-2000:  Maubeuge
- 2000-2003:  Union sportive Valenciennes Olympic
- 2003-2005:  Centre fédéral
- 2005-2008:  Saint-Jacques Sport Reims
- 2008-2010:  COB Calais
- 2010-2011:  USO Mondeville
- 2011-2013 :  Flammes Carolo basket
- 2013-2014 :  Wasquehal
- 2014-2016 :  Dunkerque-Malo grand littoral basket club
- 2016- :  Arras Pays d'Artois Basket Féminin

## Palmarès
- Euro Espoirs en 2006
- Euro Juniors en 2005
- Championne de France NF1 en 2007 avec Reims